# Апроксимація
Апроксима́ція (лат. approximate — наближати) — наближене вираження будь-яких величин (або геометричних/математичних об'єктів) через інші, відоміші (близькі за значенням) або простіші величини, наприклад, кривих ліній — ламаними, ірраціональних чисел — раціональними, неперервних функцій — многочленами.
Апроксимації присвячені окремі розділи сучасної математики, наприклад, діофантові наближення — апроксимація ірраціональних чисел раціональними, наближення та інтерполяція функцій — апроксимація неперервних функцій алгебраїчними і тригонометричними многочленами.

## Апроксимація у переносному значенні
У переносному значенні вживається у філософії, правознавстві та економіці відповідно:
- у філософії як метод наближення, демонстрація приблизного, неостаточного характеру. Наприклад, у цьому сенсі поняття «апроксимації» активно використовувався Сьореном К'єркеґором  (1813—1855) в «Заключному ненауковому післяслові…»;
- у правознавстві як метод наближення одних правових систем до інших. Наприклад, Міністерство екології та природних ресурсів України у серпні 2014 року презентувало  Національну стратегію апроксімації законодавства до права Євросоюзу - у сфері охорони довкілля.
- у економіці як метод заміни однієї речі на іншу зі схожими якостями, але більш вигідну.